# Вільний народ
«Вільний народ» – центральна категорія української політичної та правової думки 17–18 ст. Нею оперували тогочасні державотворці та історики, зокрема Б. Хмельницький, С.Величко, Г.Граб'янка, І.Мазепа, П.Орлик, Й.Кириленко та ін., адаптуючи західно-європейську концепцію договірного походження держави до українських реалій. Ця категорія слугувала для означення територіальної міжстанової (див. Стани) корпорації, що виробила власні політичні структури, зокрема власну систему адміністрації, і має природне право жити за цими традиціями, збереження яких залишається її привілеєм і не підлягає скасуванню чи зміні з боку монарха тієї держави, в межах якої проживає "В.н.". Форма законного здійснення влади монарха над "В.н." визначалася як "протекція" – на противагу "тиранії", коли нехтувалися суверенні права цього народу.
Українські автори розрізняли умовне й безумовне підданство монарху. Безумовне підданство стосувалося того населення держави, яке увійшло до її володінь недоговірним чином. Безумовні піддані отримують певні права як акт доброї волі монарха й можуть їх втратити за бажанням останнього.
Добровільне визнання підданства супроводжується укладанням певних договірних умов із сувереном, що для обох сторін мають зобов'язувальний характер. Під категорію умовного підданства підпадає, зокрема, і "В.н.". Головними обов'язками "В.н." щодо монарха вважаються покірність та військова служба. Серед монарших обов'язків щодо "В.н." – захист від ворогів, збереження цілісності його території та станових прав місцевого населення. Суверен не має права розміщувати на території "В.н." свої війська та поширювати там юрисдикцію своєї адміністрації, зокрема й фінансової. Повністю заперечувалося чи обмежувалося авторами право монарха на розпорядження земельними територіями "В.н." без попередньої згоди станів відповідної території. Присяга монарха на дотримання перелічених прав була первинною, лише після цього мали присягати представники "В.н.". Порушення норм договорів якоюсь із сторін вважалося "зрадою" – дією проти людських та Божих законів.
Порушення договірних принципів взаємовідносин із боку монарха вважалося достатнім для відмови "В.н." від покори монарху. Як форми виявлення такої непокори називаються вихід із підданства та обрання іншого монарха, звернення за посередництвом у відносинах із сувереном до інших монархів, військові дії.
Певного розвитку, зумовленого необхідністю враховувати непереборні історичні обставини, в першу чергу перебування Гетьманщини в складі Російської держави (за російськими суспільно-політичними уявленнями монарх не повинен був присягати своїм підданим), категорія "В.н." набула в "Пактах і Конституції прав і вольностей Війська Запорозького" 1710. У цьому документі ідея договірного походження держави була перенесена на внутрішній устрій "В.н.", а монарх визначений як гарант, а не сторона суспільного договору. (Про подальшу еволюцію категорії "В.н." див. Автономія.)